# Matt Salinger
Matthew Robert „Matt” Salinger (ur. 13 lutego 1960 w Windsor w hrabstwie Vermont) – amerykański aktor i producent filmowy.

## Życiorys

### Wczesne lata
Urodził się w Windsor w hrabstwie Vermont jako syn autora J.D. Salingera i psycholożki Alison Claire Douglas. Jego dziadek ze strony matki Robert Langton Douglas (1864–1951) był brytyjskim krytykiem sztuki. Dorastał ze starszą siostrą Margaret „Peggy” Salinger (ur. 1955), która napisała pamiętnik o swoim dzieciństwie Dream Catcher (1999).
Ukończył Phillips Academy Andover w Andover. Uczęszczał potem do Princeton University, zanim w  1983 ukończył studia na Uniwersytecie Columbia na wydziale historii sztuki i dramatu.

### Kariera
Jego debiutem ekranowym była zwariowana komedia Zemsta frajerów (Revenge of the Nerds, 1984) u boku Roberta Carradine i Anthony’ego Edwardsa. Dwa lata potem wystąpił w dramacie kryminalnym CBS Krew i orchidee (Blood & Orchids) z Krisem Kristoffersonem i Sean Young oraz dramacie Sidneya Lumeta Żądza władzy (Power, 1986) z udziałem Richarda Gere’a, Julie Christie i Gene’a Hackmana. Zwrócił na siebie uwagę jako komiksowa ikona Kapitan Ameryka (Captain America, 1990). W serialu CBS Uśmiech losu (Second Chances, 1993-94) wystąpił jako Mike Chulack.
Był producentem wielu filmów, w tym m.in. Mojave Moon (1998). W jego dorobku aktorskim są także filmy: Między piekłem a niebem (What Dreams May Come, 1998), Pod słońcem Toskanii (Under the Tuscan Sun, 2001) z Diane Lane czy Strzelec wyborowy (The Marksman, 2005).

## Życie prywatne
W 1985 ożenił się z projektantką biżuterii Betsy Jane Becker. Zamieszkali w Fairfield County w Connecticut i mają dwóch synów, Gannona i Avery’ego (ur. 28 marca 1994).

## Filmografia

### Filmy fabularne
- 1984: Zemsta frajerów (Revenge of the Nerds) jako Burke
- 1986: Polowanie na Claude’a Dallasa (Manhunt for Claude Dallas) jako Claude Dallas Jr.
- 1986: Krew i orchidee (Blood & Orchids, TV) jako Bryce Parker
- 1986: Żądza władzy (Power) jako Phillip Aarons
- 1987: Deadly Deception (TV) jako Jack Shoat
- 1989: Afrykańska przygoda (Options) jako Donald Anderson
- 1990: Kapitan Ameryka (Captain America) jako Steve Rogers / Kapitan Ameryka
- 1992: Firehawk jako Tex
- 1993: Koleje wojny (Fortunes of War) jako Peter Kernan (także produkcja)
- 1994: Chcę mieć dziecko (Babyfever) jako James
- 1996: Mojave Moon – produkcja
- 1997: Sink or Swim (Toń lub płyń) – producent wykonawczy
- 1997: Mały świat (Little City) – producent wykonawczy
- 1998: Między piekłem a niebem (What Dreams May Come) jako szeregowy Hanley
- 1999: Rok, który nas zmienił (The Year That Trembled) jako profesor Jeff Griggs
- 1999: Diabeł w czarnym stroju (Let the Devil Wear Black) jako policjant
- 2000: Zabójcze ryzyko (Four Dogs Playing Poker) – produkcja
- 2000: Poznaj tatusia (Meeting Daddy) – produkcja
- 2001: Plan B – produkcja
- 2003: Pod słońcem Toskanii (Under the Tuscan Sun) jako Colleague
- 2005: Czarny świt (Black Dawn) jako Myshkin
- 2005: Ponad niebem (Bigger Than the Sky) jako Mal
- 2005: Strzelec wyborowy (The Marksman) jako generał Parent
- 2007: Love Comes Lately – produkcja
- 2010: New York Street Games – producent wykonawczy
- 2011: Harvest profesor Wickstrom
- 2014: Learning To Drive jako Peter
- 2015: Nikt nie chce nocy (Nadie quiere la noche) jako kpt. Spalding

### Seriale TV
- 1988: Davy Crockett jako generał Andrew Jackson
- 1993: Gdzie diabeł mówi dobranoc (Picket Fences) jako dr Danny Shreve
- 1993-94: Uśmiech losu (Second Chances) jako Mike Chulack
- 2004: 24 godziny (24) jako Mark Kanar
- 2004: Prawo i porządek: sekcja specjalna (Law & Order: Special Victims Unit) jako Seth Webster
- 2005: 24 godziny (24) jako Mark Kanar
- 2007: Układy (Damages) jako pułkownik
- 2008: Kaszmirowa mafia (Cashmere Mafia) jako Gary Pell
- 2008: Prawo i porządek: Zbrodniczy zamiar (Law & Order: Criminal Intent) jako Bill Phillips
- 2010: Dr House jako Malkin